# خانه اپرای گوانگ‌ژو
خانه اپرای گوانگژو (به انگلیسی: Guangzhou Opera House: به چینی: 广州大剧院) یک تالار اپرا در شهر گوانگ‌ژو در چین است. این تالار توسط زاها حدید طراحی شده‌است و در ۹ مه سال ۲۰۱۰ بازگشایی شد.

## تاریخچه

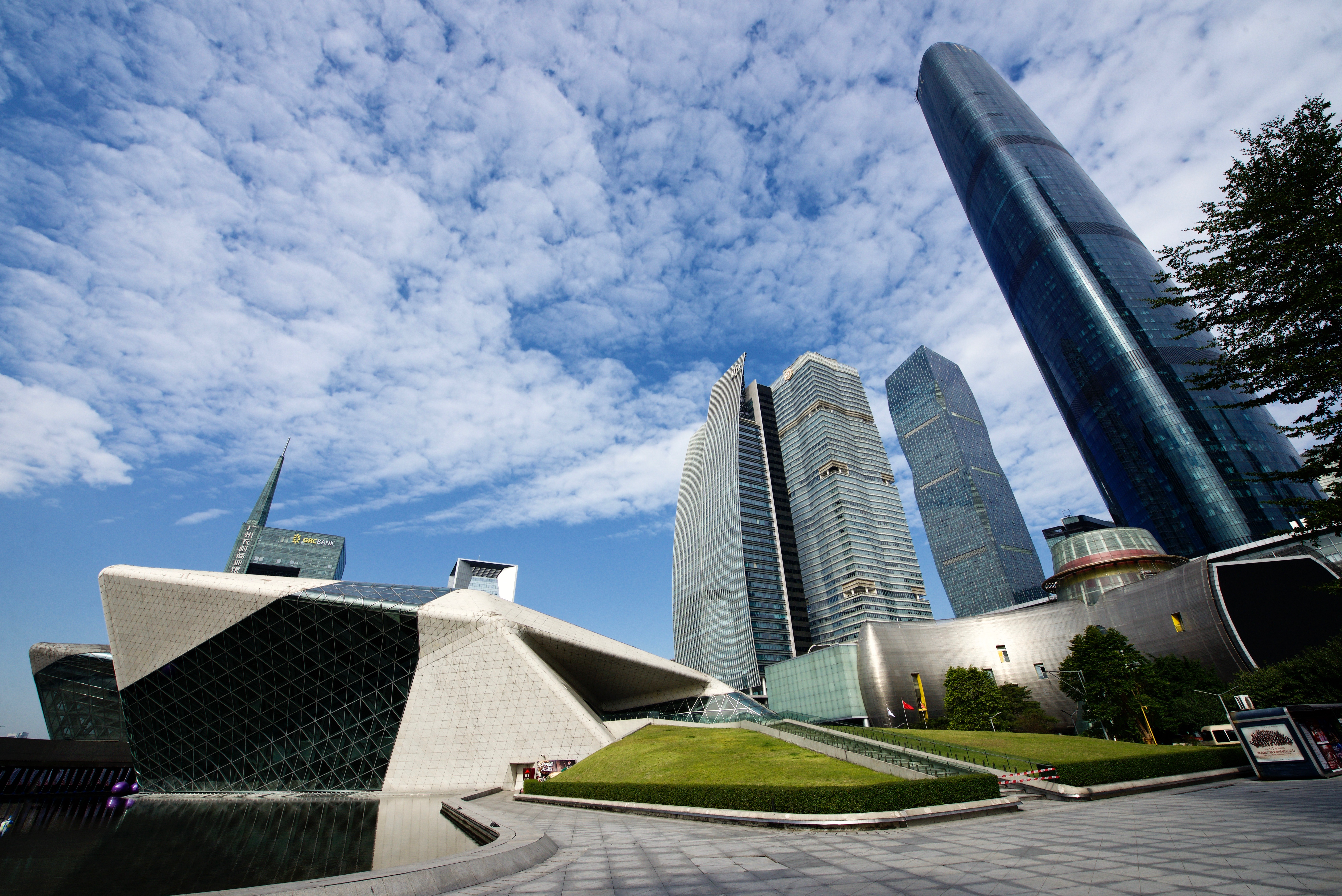
تالار اپرای گوانگژو در شهر جدید ژوجیانگ

یک مسابقه بین‌المللی معماری در آوریل ۲۰۰۲ توجه معمارانی چون زاها حدید کوپ هیملب (ل) او و رم کولهاس را به خود جلب کرد. در نوامبر ۲۰۰۲، طرح زاها حدید برنده اعلام شد و مراسم پی ریزی در اوایل سال ۲۰۰۵ برگزار شد.
این تالار بزرگترین مرکز اجرا در جنوب چین و پس از مرکز ملی هنرهای نمایشی چین و تئاتر بزرگ شانگهای، سومین بزرگترین تئاتر در این کشور است.
هزینه این پروژه ۱٫۳۸ میلیارد یوان (تقریباً ۲۰۰ میلیون دلار آمریکا) بود.

## طراحی
این سازه توسط معمار عراقی زاها حدید طراحی شده‌است. زاها حدید در طراحی آن از دو سنگ که توسط رود مروارید شسته شده‌اند ایده گرفته‌است. ساخت سالن اجتماعات بتنی آن که نمای آن گرانیت و قاب فولادی شیشه‌ای است، بیش از ۵ سال به طول انجامید و توسط منتقد معماری جاناتان گلنسی در روزنامه گاردین مورد تمجید قرار گرفت.